# 高砂市立鹿島中学校
高砂市立鹿島中学校（たかさごしりつ かしまちゅうがっこう）は、兵庫県高砂市阿弥陀町にある公立中学校。

## 沿革
姫路市と高砂市との一部事務組合解消により姫路市高砂市組合立天川中学校（所在地は姫路市別所町北宿字東段859番地）が閉校になることから、高砂市域の中学校規模の適正化を図るために設置されたのが本校である。
- 1975年（昭和50年）4月1日 - 高砂市立鹿島中学校創立。この前日に学校組合が解散となり高砂市域の生徒を受け入れた（天川中校区のうち姫路市域の生徒は姫路市立東中学校へ移ることとされた）。
- 1991年（平成03年）4月1日 - 兵庫県教育委員会指定統計教育研究指定校（2ヶ年）
- 1992年（平成04年）4月1日 - 高砂市社会福祉協議会指定福祉教育推進モデル校
- 1998年（平成10年）4月1日 - 高砂市社会福祉協議会指定福祉教育推進モデル校（2ヶ年）
- 2002年（平成14年）4月1日 - 高砂市教育委員会指定教育課程研究指定校（2ヶ年）
- 2006年（平成18年）4月1日 - 高砂市社会福祉協議会指定福祉教育推進モデル校（2ヶ年）
- 2007年（平成19年）4月1日 - 高砂市教育委員会指定人権教育研究指定校（2ヶ年）
- 2012年（平成24年）4月1日 - 高砂市教育委員会指定教育課程研究指定校（2ヶ年）・高砂市社会福祉協議会指定福祉教育推進モデル校（2ヶ年）

## 校区
以下の小学校の通学区域。高砂市の西端にあたる。
- 高砂市立阿弥陀小学校
- 高砂市立北浜小学校

## 部活動

### 運動部
- 野球部　第14回全国中学校軟式野球大会優勝(1992年)
- 陸上競技部
- サッカー部
- ソフトテニス部
- バスケットボール部
- 剣道部
- 柔道部
  - 第23回全国中学校柔道大会男子団体戦2位（1992年）
  - 第25回全国中学校柔道大会女子56kg級3位（前田桂子、1994年）

### 文化部
- 美術部
- 音楽部
- ESS部
- 書道部

## 著名な出身者
- 藤井宏政（元プロ野球選手）
- 鶴岡一成（元プロ野球選手）
- 前田桂子（元柔道家） - 1999年世界柔道選手権大会女子63kg級金メダリスト。

## 通学区域が隣接している学校
- 高砂市立松陽中学校
- 高砂市立竜山中学校
- 高砂市立宝殿中学校
- 加古川市立神吉中学校
- 加古川市立志方中学校
- 姫路市立東中学校
- 姫路市立大的中学校